# Maria Theresia Scherer

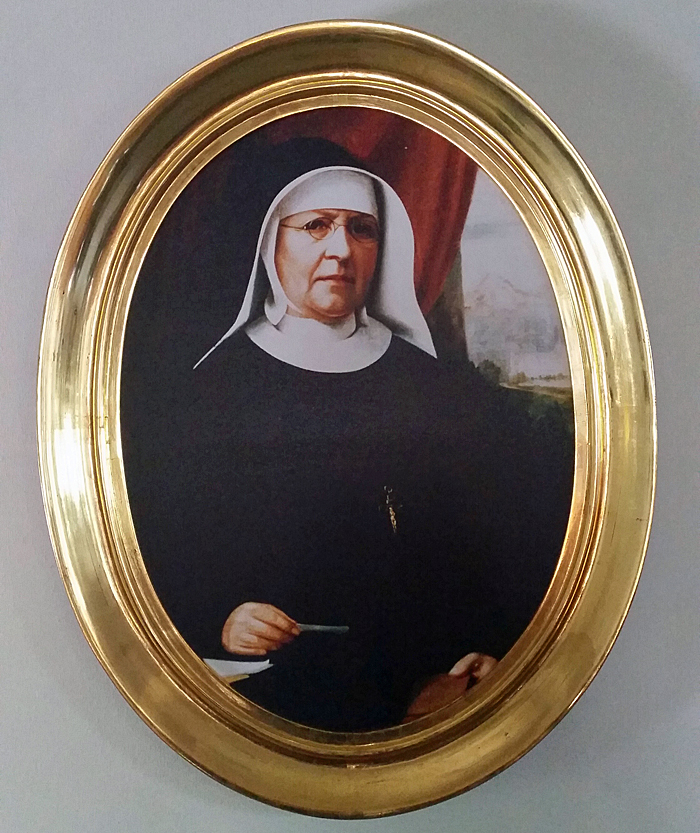
Gemälde von Maria Theresia Scherer in der Pfarrkirche St. Leonhard, Ingenbohl

Maria Theresia Scherer (* 31. Oktober 1825 in Meggen im Kanton Luzern; † 16. Juni 1888 in Ingenbohl) war eine Schweizer Ordensschwester und die erste Generaloberin der Barmherzigen Schwestern vom heiligen Kreuz. Sie wurde am 29. Oktober 1995 in Rom seliggesprochen.

## Leben
Anna Maria Katharina Scherer besuchte die Grundschule in ihrem Geburtsort Meggen. Danach machte sie eine Ausbildung in Haushaltsarbeit und Krankendienst im Bürgerspital in Luzern. Nach einer Begegnung mit dem Kapuzinerpater Theodosius Florentini trat Anna Maria Scherer im Jahre 1845 in die Ordensgemeinschaft der Menzinger Schwestern ein. Sie bestand als Autodidaktin das Lehramtsexamen und wirkte als Lehrerin in Galgenen, Baar und Oberägeri. 1852 wurde sie Oberin im Kreuzspital in Chur. 1856 trat Sr. Maria Theresia Scherer in die Kongregation der Barmherzigen Schwestern vom heiligen Kreuz über und wurde später deren Generaloberin.

## Ehrungen
- Im Jahr 1974 wurde eine Straße in Bad Ischl mit der Bezeichnung Maria-Theresien-Weg versehen und verbindet somit die Grazer Straße mit der ehemaligen Kreuzschwesternschule.[1]